# أنطونيو سانز
أنطونيو سانز هو سياسي إسباني، ولد في أكتوبر 1968 في شريش في إسبانيا. نشط حزبياً في الحزب الشعبي.

## مناصب
- انتخب نائب عن الجمعية البرلمانية لمجلس أوروبا  [لغات أخرى]‏ لترشحه ضمن قائمة إسبانيا، (30 نوفمبر 2012 – 25 يناير 2015).
- انتخب .
- انتخب عضو مجلس الشيوخ الإسباني  [لغات أخرى]‏.
- انتخب عضو برلمان أندلوسيا ‏.